# Bayer 04 Leverkusen Fußball 2007-2008
Questa voce raccoglie le informazioni riguardanti il Bayer 04 Leverkusen Fußball nelle competizioni ufficiali della stagione 2007-2008.

## Stagione
Nella stagione 2007-2008 il Bayer Leverkusen, allenato da Michael Skibbe  concluse il campionato di Bundesliga al 7º posto. In Coppa di Germania il Bayer Leverkusen fu eliminato al primo turno dal St. Pauli. In Coppa UEFA il Bayer Leverkusen fu eliminato ai quarti di finale dallo Zenit San Pietroburgo.

## Rosa
| N. |                     | Ruolo | Calciatore                 |
| -- | ------------------- | ----- | -------------------------- |
| 1  | Germania (bandiera) | P     | René Adler                 |
| 34 | Germania (bandiera) | P     | Erik Domaschke             |
| 22 | Germania (bandiera) | P     | Benedikt Fernandez         |
| 53 | Germania (bandiera) | P     | Fabian Giefer              |
| 29 | Germania (bandiera) | D     | Jan-Ingwer Callsen-Bracker |
| 27 | Germania (bandiera) | D     | Gonzalo Castro             |
| 35 | Germania (bandiera) | D     | Kim Falkenberg             |
| 5  | Germania (bandiera) | D     | Manuel Friedrich           |
| 2  | Tunisia (bandiera)  | D     | Karim Haggui               |
| 33 | Germania (bandiera) | D     | Stefan Reinartz            |
| 15 | Ghana (bandiera)    | D     | Hans Sarpei                |
| 20 | Germania (bandiera) | D     | Lukas Sinkiewicz           |
| 7  | Svizzera (bandiera) | C     | Tranquillo Barnetta        |
| 14 | Germania (bandiera) | C     | Sascha Dum                 |

| N. |                                 | Ruolo | Calciatore       |
| -- | ------------------------------- | ----- | ---------------- |
| 8  | Germania (bandiera)             | C     | Paul Freier      |
| 17 | Slovacchia (bandiera)           | C     | Vratislav Greško |
| 45 | Germania (bandiera)             | C     | Jens Hegeler     |
| 28 | Germania (bandiera)             | C     | Carsten Ramelow  |
| 19 | Germania (bandiera)             | C     | Marcel Risse     |
| 6  | Germania (bandiera)             | C     | Simon Rolfes     |
| 25 | Germania (bandiera)             | C     | Bernd Schneider  |
| 16 | Svizzera (bandiera)             | C     | Pirmin Schwegler |
| 23 | Cile (bandiera)                 | C     | Arturo Vidal     |
| 36 | Bosnia ed Erzegovina (bandiera) | A     | Sergej Barbarez  |
| 13 | Russia (bandiera)               | A     | Dmitrij Bulykin  |
| 10 | Grecia (bandiera)               | A     | Theofanīs Gkekas |
| 11 | Germania (bandiera)             | A     | Stefan Kießling  |

## Organigramma societario
Area tecnica
- Allenatore:
- Allenatore in seconda: Peter Hermann
- Preparatore dei portieri: Rüdiger Vollborn
- Preparatori atletici:

## Risultati

### Bundesliga

#### Girone di andata
| Leverkusen 11 agosto 2007, ore 15:30 CEST 1ª giornata | Bayer Leverkusen | 0 – 0 referto | Energie Cottbus | BayArena (22 500 spett.)\| Arbitro: \| Brych \| |
| Arbitro:                                              | Brych            |               |                 |                                                 |

| Arbitro: | Fandel |

|                          |           |  |
| van der Vaart 64’ (rig.) | Marcatori |  |

| Arbitro: | Sippel |

|                                           |           |  |
| Franz 19’ (aut.) Friedrich 27’ Gkekas 35’ | Marcatori |  |

| Arbitro: | Stark |

|             |           |            |
| Kurányi 45’ | Marcatori | 53’ Gkekas |

| Arbitro: | Merk |

|                          |           |  |
| Haggui 62’ Friedrich 88’ | Marcatori |  |

| Arbitro: | Fleischer |

|  |           |                                          |
|  | Marcatori | 50’ Kießling 68’ Vidal 74’ (rig.) Gkekas |

| Arbitro: | Gagelmann |

|                   |           |                           |
| Mintál 73’ (rig.) | Marcatori | 40’ Kießling 76’ Barnetta |

| Arbitro: | Kircher |

|  |           |          |
|  | Marcatori | 40’ Toni |

| Arbitro: | Brych |

|                    |           |                 |
| Kyrgiakos 54’, 79’ | Marcatori | 72’ (aut.) Russ |

| Arbitro: | Meyer |

|                         |           |                 |
| Gkekas 52’ Kießling 86’ | Marcatori | 41’, 54’ Petrić |

| Arbitro: | Perl |

|          |           |  |
| Beck 72’ | Marcatori |  |

| Arbitro: | Kircher |

|                                  |           |  |
| Barbarez 9’, 80’ Gkekas 29’, 34’ | Marcatori |  |

| Arbitro: | Fandel |

|                      |           |                           |
| Friedrich 69’ (aut.) | Marcatori | 37’ Barnetta 52’ Kießling |

| Arbitro: | Drees |

|                                                      |           |              |
| Barbarez 47’ Rolfes 66’ Freier 75’ (rig.) Gkekas 81’ | Marcatori | 10’ Mokhtari |

| Arbitro: | Kinhöfer |

|  |           |                                       |
|  | Marcatori | 30’ Ramelow 49’ Barnetta 90’ Barbarez |

| Arbitro: | Schmidt |

|                                        |           |  |
| Rolfes 4’ Freier 55’ (rig.) Gkekas 72’ | Marcatori |  |

| Arbitro: | Kircher |

|                                                    |           |                          |
| Klasnić 30’, 63’ Diego 50’ Fritz 57’ Rosenberg 69’ | Marcatori | 6’ Barnetta 76’ Kießling |

#### Girone di ritorno
| Arbitro: | Wagner |

|                             |           |                                    |
| Papadopulos 15’ Bassila 77’ | Marcatori | 59’, 86’ (rig.) Rolfes 69’ Bulykin |

| Arbitro: | Brych |

|               |           |                   |
| Friedrich 60’ | Marcatori | 27’ van der Vaart |

| Arbitro: | Fandel |

|                       |           |                        |
| Freis 60’ Kennedy 78’ | Marcatori | 6’ Rolfes 58’ Kießling |

| Arbitro: | Gräfe |

|               |           |  |
| Friedrich 85’ | Marcatori |  |

| Arbitro: | Drees |

|                          |           |  |
| Zdebel 66’ Dabrowski 88’ | Marcatori |  |

| Arbitro: | Fleischer |

|                         |           |  |
| Gkekas 30’ Barnetta 39’ | Marcatori |  |

| Arbitro: | Weiner |

|                                                      |           |               |
| Haggui 6’ Gláuber 56’ (aut.) Gkekas 59’ Kießling 82’ | Marcatori | 12’ Misimović |

| Arbitro: | Meyer |

|               |           |             |
| Toni 17’, 59’ | Marcatori | 83’ Bulykin |

| Arbitro: | Fandel |

|  |           |                                  |
|  | Marcatori | 23’ (aut.) Kießling 90’ Mantzios |

| Arbitro: | Wagner |

|                   |           |              |
| Frei 88’ Dedê 90’ | Marcatori | 51’ Kießling |

| Arbitro: | Kempter |

|                              |           |  |
| Rolfes 40’, 70’ Kießling 45’ | Marcatori |  |

| Arbitro: | Fleischer |

|               |           |  |
| Mijatović 51’ | Marcatori |  |

| Arbitro: | Gräfe |

|                             |           |                      |
| Gkekas 33’ Costa 73’ (aut.) | Marcatori | 13’ Džeko 43’ Hasebe |

| Arbitro: | Meyer |

|                               |           |                             |
| Ishiaku 14’, 35’ Georgiev 90’ | Marcatori | 17’ Sinkiewicz 74’ Barnetta |

| Arbitro: | Kinhöfer |

|                |           |                                |
| Sinkiewicz 89’ | Marcatori | 26’ Pantelić 68’ (rig.) Chahed |

| Arbitro: | Perl |

|           |           |                                     |
| Menga 67’ | Marcatori | 40’ (rig.) Rolfes 58’ (rig.) Castro |

| Arbitro: | Kempter |

|  |           |               |
|  | Marcatori | 80’ Rosenberg |

### Coppa di Germania
| Arbitro: | Meyer |

|          |           |  |
| Boll 87’ | Marcatori |  |

### Coppa UEFA
| Arbitro: | Hriňák |

|                              |           |           |
| Kießling 19’, 78’ Rolfes 32’ | Marcatori | 29’ Paulo |

| Arbitro: | Kapitanis |

|                                  |           |                              |
| Cadu 3’ Paulo 13’ Laranjeiro 90’ | Marcatori | 11’ Papadopulos 87’ Kießling |

#### Fase a gruppi
| Arbitro: | Eriksson |

|              |           |  |
| Kießling 35’ | Marcatori |  |

| Arbitro: | Jakobsson |

|                                          |           |            |
| Pavljučenko 63’ (rig.) Mozart 77’ (rig.) | Marcatori | 89’ Freier |

| 6 dicembre 2007 3ª giornata |  | – turno di riposo |  |  |

| Arbitro: | Atkinson |

|               |           |  |
| Friedrich 71’ | Marcatori |  |

| Arbitro: | Santiago |

|  |           |                                                       |
|  | Marcatori | 18’ Greško 22’, 57’ Bulykin 50’ Barnetta 80’ Kießling |

#### Fase ad eliminazione diretta
| Istanbul 13 febbraio 2008, ore 18:45 CET Sedicesimi di finale - andata | Galatasaray | 0 – 0 referto | Bayer Leverkusen | Ali Sami Yen (22 000 spett.)\| Arbitro: \| Batista \| |
| Arbitro:                                                               | Batista     |               |                  |                                                       |

| Arbitro: | Skomina |

|                                                                |           |                    |
| Barbarez 11’, 21’ Kießling 13’ Haggui 55’ Schneider 60’ (rig.) | Marcatori | 87’ (rig.) Barusso |

| Arbitro: | Thomson |

|            |           |  |
| Gkekas 77’ | Marcatori |  |

| Arbitro: | Mallenco |

|                                               |           |                         |
| Trochowski 53’ Guerrero 64’ van der Vaart 80’ | Marcatori | 18’ Barbarez 55’ Gkekas |

| Arbitro: | Benquerença |

|              |           |                                                    |
| Kießling 33’ | Marcatori | 20’ Aršavin 53’ Pogrebnjak 61’ Anjukov 65’ Denisov |

| Arbitro: | González |

|  |           |             |
|  | Marcatori | 18’ Bulykin |

## Statistiche

### Statistiche di squadra
| Competizione      | Punti | In casa | In casa | In casa | In casa | In casa | In casa | In trasferta | In trasferta | In trasferta | In trasferta | In trasferta | In trasferta | Totale | Totale | Totale | Totale | Totale | Totale | DR  |
| Competizione      | Punti | G       | V       | N       | P       | Gf      | Gs      | G            | V            | N            | P            | Gf           | Gs           | G      | V      | N      | P      | Gf     | Gs     | DR  |
| ----------------- | ----- | ------- | ------- | ------- | ------- | ------- | ------- | ------------ | ------------ | ------------ | ------------ | ------------ | ------------ | ------ | ------ | ------ | ------ | ------ | ------ | --- |
| Bundesliga        | 51    | 17      | 9       | 4       | 4       | 32      | 13      | 17           | 6            | 2            | 9            | 25           | 27           | 34     | 15     | 6      | 13     | 57     | 40     | +17 |
| Coppa di Germania | -     | 0       | 0       | 0       | 0       | 0       | 0       | 1            | 0            | 0            | 1            | 0            | 1            | 1      | 0      | 0      | 1      | 0      | 1      | -1  |
| Coppa UEFA        | -     | 6       | 5       | 0       | 1       | 12      | 6       | 6            | 2            | 1            | 3            | 11           | 8            | 12     | 7      | 1      | 4      | 23     | 14     | +9  |
| Totale            | -     | 23      | 14      | 4       | 5       | 44      | 19      | 24           | 8            | 3            | 13           | 36           | 36           | 47     | 22     | 7      | 18     | 80     | 55     | +25 |

### Andamento in campionato
| Giornata  | 1  | 2  | 3 | 4  | 5 | 6 | 7 | 8 | 9 | 10 | 11 | 12 | 13 | 14 | 15 | 16 | 17 | 18 | 19 | 20 | 21 | 22 | 23 | 24 | 25 | 26 | 27 | 28 | 29 | 30 | 31 | 32 | 33 | 34 |
| --------- | -- | -- | - | -- | - | - | - | - | - | -- | -- | -- | -- | -- | -- | -- | -- | -- | -- | -- | -- | -- | -- | -- | -- | -- | -- | -- | -- | -- | -- | -- | -- | -- |
| Luogo     | C  | T  | C | T  | C | T | T | C | T | C  | T  | C  | T  | C  | T  | C  | T  | T  | C  | T  | C  | T  | C  | C  | T  | C  | T  | C  | T  | C  | T  | C  | T  | C  |
| Risultato | N  | P  | V | N  | V | V | V | P | P | N  | P  | V  | V  | V  | V  | V  | P  | V  | N  | N  | V  | P  | V  | V  | P  | P  | P  | V  | P  | N  | P  | P  | V  | P  |
| Posizione | 11 | 14 | 7 | 13 | 7 | 3 | 2 | 4 | 8 | 7  | 10 | 6  | 5  | 5  | 4  | 4  | 4  | 3  | 4  | 4  | 3  | 4  | 4  | 3  | 3  | 4  | 6  | 4  | 6  | 4  | 6  | 6  | 4  | 7  |

Legenda:

Luogo: C = Casa; T = Trasferta. Risultato: V = Vittoria; N = Pareggio; P = Sconfitta.

### Statistiche dei giocatori
| Giocatore          | Bundesliga | Bundesliga | Bundesliga  | Bundesliga | Coppa di Germania | Coppa di Germania | Coppa di Germania | Coppa di Germania | Coppa UEFA | Coppa UEFA | Coppa UEFA  | Coppa UEFA | Totale   | Totale | Totale      | Totale     |
| Giocatore          | Presenze   | Reti       | Ammonizioni | Espulsioni | Presenze          | Reti              | Ammonizioni       | Espulsioni        | Presenze   | Reti       | Ammonizioni | Espulsioni | Presenze | Reti   | Ammonizioni | Espulsioni |
| ------------------ | ---------- | ---------- | ----------- | ---------- | ----------------- | ----------------- | ----------------- | ----------------- | ---------- | ---------- | ----------- | ---------- | -------- | ------ | ----------- | ---------- |
| R. Adler           | 33         | 0          | 4           | 0          | 1                 | 0                 | 0                 | 0                 | 10         | 0          | 1           | 0          | 44       | 0      | 5           | 0          |
| E. Domaschke       | -          | -          | -           | -          | -                 | -                 | -                 | -                 | -          | -          | -           | -          | -        | -      | -           | -          |
| B. Fernandez       | 1          | 0          | 0           | 0          | -                 | -                 | -                 | -                 | 2          | 0          | 0           | 0          | 3        | 0      | 0           | 0          |
| F. Giefer          | -          | -          | -           | -          | -                 | -                 | -                 | -                 | -          | -          | -           | -          | -        | -      | -           | -          |
| J. Callsen-Bracker | 10         | 0          | 2           | 0          | 1                 | 0                 | 1                 | 0                 | 5          | 0          | 0           | 0          | 16       | 0      | 3           | 0          |
| G. Castro          | 33         | 1          | 9           | 0          | 1                 | 0                 | 1                 | 0                 | 11         | 0          | 3           | 0          | 45       | 1      | 13          | 0          |
| K. Falkenberg      | -          | -          | -           | -          | -                 | -                 | -                 | -                 | -          | -          | -           | -          | -        | -      | -           | -          |
| M. Friedrich       | 32         | 4          | 4           | 0          | 1                 | 0                 | 0                 | 0                 | 11         | 1          | 2           | 0          | 44       | 5      | 6           | 0          |
| K. Haggui          | 24         | 2          | 5           | 0          | -                 | -                 | -                 | -                 | 11         | 1          | 2           | 0          | 35       | 3      | 7           | 0          |
| S. Reinartz        | -          | -          | -           | -          | -                 | -                 | -                 | -                 | -          | -          | -           | -          | -        | -      | -           | -          |
| H. Sarpei          | 27         | 0          | 2           | 0          | -                 | -                 | -                 | -                 | 12         | 0          | 0           | 0          | 39       | 0      | 2           | 0          |
| L. Sinkiewicz      | 19         | 2          | 0           | 0          | -                 | -                 | -                 | -                 | 6          | 0          | 1           | 0          | 25       | 2      | 1           | 0          |
| T. Barnetta        | 32         | 6          | 3           | 0          | 1                 | 0                 | 0                 | 0                 | 11         | 1          | 2           | 0          | 44       | 7      | 5           | 0          |
| S. Dum             | 17         | 0          | 2           | 0          | -                 | -                 | -                 | -                 | 4          | 0          | 0           | 0          | 21       | 0      | 2           | 0          |
| P. Freier          | 19         | 2          | 2           | 0          | -                 | -                 | -                 | -                 | 6          | 1          | 1           | 0          | 25       | 3      | 3           | 0          |
| V. Greško          | 21         | 0          | 5           | 0          | 1                 | 0                 | 0                 | 0                 | 4          | 1          | 0           | 1          | 26       | 1      | 5           | 1          |
| J. Hegeler         | 1          | 0          | 0           | 1          | -                 | -                 | -                 | -                 | -          | -          | -           | -          | 1        | 0      | 0           | 1          |
| C. Ramelow         | 4          | 1          | 2           | 0          | -                 | -                 | -                 | -                 | 1          | 0          | 0           | 1          | 5        | 1      | 2           | 1          |
| M. Risse           | 3          | 0          | 0           | 0          | -                 | -                 | -                 | -                 | -          | -          | -           | -          | 3        | 0      | 0           | 0          |
| S. Rolfes          | 34         | 8          | 0           | 0          | 1                 | 0                 | 0                 | 0                 | 12         | 1          | 0           | 0          | 47       | 9      | 0           | 0          |
| B. Schneider       | 15         | 0          | 1           | 0          | 1                 | 0                 | 0                 | 0                 | 7          | 1          | 1           | 0          | 23       | 1      | 2           | 0          |
| P. Schwegler       | 11         | 0          | 0           | 0          | 1                 | 0                 | 0                 | 0                 | 5          | 0          | 2           | 0          | 17       | 0      | 2           | 0          |
| A. Vidal           | 24         | 1          | 6           | 0          | -                 | -                 | -                 | -                 | 9          | 0          | 1           | 0          | 33       | 1      | 7           | 0          |
| S. Barbarez        | 29         | 4          | 7           | 0          | -                 | -                 | -                 | -                 | 10         | 3          | 1           | 0          | 39       | 7      | 8           | 0          |
| D. Bulykin         | 14         | 2          | 2           | 0          | -                 | -                 | -                 | -                 | 4          | 3          | 0           | 0          | 18       | 5      | 2           | 0          |
| T. Gkekas          | 29         | 11         | 1           | 0          | 1                 | 0                 | 0                 | 0                 | 10         | 2          | 1           | 0          | 40       | 13     | 2           | 0          |
| S. Kießling        | 31         | 9          | 6           | 1          | 1                 | 0                 | 1                 | 0                 | 12         | 7          | 2           | 0          | 44       | 16     | 9           | 1          |
| R. Faty            | 2          | 0          | 0           | 0          | -                 | -                 | -                 | -                 | 1          | 0          | 0           | 0          | 3        | 0      | 0           | 0          |
| M. Papadopulos     | 7          | 0          | 0           | 0          | 1                 | 0                 | 0                 | 0                 | 2          | 1          | 0           | 0          | 10       | 1      | 0           | 0          |